# فهرست کوه‌های هیمالیا
فهرست زیر فهرست کوه‌های هیمالیا است:
| قله‌ها              | قله‌ها                    | قله‌ها        | قله‌ها        | قله‌ها | قله‌ها                        | قله‌ها |
| نام قله            | نام‌های دیگر              | ارتفاع (متر) | ارتفاع (فوت) | رتبه  | تاریخ اولین صعود             | ملاحظات |
| ------------------ | ------------------------ | ------------ | ------------ | ----- | ---------------------------- | --- |
| کوه اورست          | بخارا (نپالی)، بام جهان، | ۸٬۸۴۸        | ۲۹٬۰۲۹       | ۱     | ۱۹۵۳                         | شرق کاتماندو در منطقه پخارا، نپال. |
| کی۲                |                          | ۸٬۶۱۱        | ۲۸٬۲۵۱       | ۲     | ۱۹۵۴                         | در مرز میان سین‌کیانگ، جمهوری خلق چین، و گلگت-بالتیسان. بلنترین قله محدوده کوه قراقروم.                                                                                            |
| کانگچنجونگا        |                          | ۸٬۵۸۶        | ۲۸٬۱۶۹       | ۳     | ۱۹۵۵                         | در مرز میان سیکیم شمالی در هند و ناحیه تپلجونگ در نپال. |
| لهوتسه             | "قله جنوبی"              | ۸٬۵۱۶        | ۲۷٬۹۴۰       | ۴     | ۱۹۵۶                         | در مرز میان جمهوری خلق چین (تبت)-نپال. بخشی از کوه‌های اورست |
| ماکالو             | "سیاه بزرگ"              | ۸٬۴۶۲        | ۲۷٬۷۶۵       | ۵     | ۱۹۵۵                         | در مرز میان جمهوری خلق چین (تبت)-نپال. شرق کوه اورست. |
| چو ایو             |                          | ۸٬۲۰۱        | ۲۶٬۹۰۵       | ۶     | ۱۹۵۴                         | در مرز میان جمهوری خلق چین (تبت)-نپال. غرب کوه اورست |
| دهالاگیری          | "کوه سفید"               | ۸٬۱۶۷        | ۲۶٬۷۶۴       | ۷     | ۱۹۶۰                         | نپال مرکزی، غرب رود گانداکی |
| ماناسلو            |                          | ۸٬۱۵۶        | ۲۶٬۷۵۸       | ۸     | ۱۹۵۶                         | نپال مرکزی، شرق پخارا |
| نانگا پاربات       |                          | ۸٬۱۲۶        | ۲۶٬۶۶۰       | ۹     | ۱۹۵۳                         | مناطق شمال‌شرقی پاکستان. انتهای شرقی هیمالیا رو به سوی سند. |
| آناپورنا           | "                        | ۸٬۰۹۱        | ۲۶٬۵۴۵       | ۱۰    | ۱۹۵۰                         | مرکز نپال، شمال پخارا. |
| گاشربروم ۱         | "کوه زیبا"               | ۸٬۰۸۰        | ۲۶٬۵۰۹       | ۱۱    | ۱۹۵۸                         | پاکستان، قراقروم |
| برود پیک           | "کی۳ "                   | ۸٬۰۴۷        | ۲۶٬۴۰۱       | ۱۲    | ۱۹۵۷                         | پاکستان، قراقروم |
| گاشربروم ۲         | –                        | ۸٬۰۳۵        | ۲۶٬۳۶۲       | ۱۳    | ۱۹۵۶                         | پاکستان، قراقروم |
| شیشاپانگما         |                          | ۸٬۰۱۳        | ۲۶٬۲۸۹       | ۱۴    | ۱۹۶۴                         | تبت، در حدود ۱۰ کیلومتر بالاتر از مرز نپال |
| گیاچونگ کانگ       | معلوم نیست               | ۷٬۹۵۲        | ۲۶٬۰۸۹       | ۱۵    | ۱۹۶۴                         | در مرز جمهوری خلق چین (تبت)-نپال. بلندترین قله زیر ۸٬۰۰۰ متر. |
| گاشربروم ۴         | –                        | ۷٬۹۲۵        | ۲۶٬۰۰۱       | ۱۷    | ۱۹۵۸                         | پاکستان، قراقروم |
| ماشربروم           | معلوم نیست               | ۷٬۸۲۱        | ۲۵٬۶۶۰       | ۲۲    | ۱۹۶۰                         | پاکستان، قراقروم |
| ناندا دوی          | "                        | ۷٬۸۱۷        | ۲۵٬۶۴۵       | ۲۳    | ۱۹۳۶                         | اوتاراکند، هند. بلندترین قله‌ای که به گونه کامل در خاک هند است. |
| راکاپوشی           | "دیوار درخشان"           | ۷٬۷۸۸        | ۲۵٬۵۵۱       |       | ۱۹۵۸                         | پاکستان، قراقروم |
| تیریچ میر          | "                        | ۷٬۷۰۸        | ۲۵٬۲۸۹       |       | ۱۹۵۰                         | نزدیک پاکستان، چیترال. بلندترین قله در هندوکش |
| گانگکهار پونزوم    |                          | ۷٬۵۷۰        | ۲۴٬۸۳۶       |       | فتح‌نشده                      | پادشاهی بوتان. بلندترین قله فتح‌نشده جهان. غیرقابل دسترس برای کوهنوردان |
| قله اسماعیل سامانی | " ۱۹۳۳–۱۹۶۲ " ۱۹۶۲–۱۹۹۸  | ۷٬۴۹۵        | ۲۴٬۵۹۰       | ۵۰    | ۱۹۳۳                         | تاجیکستان پامیر، بندترین قله در اتحاد جماهیر شوروی سوسیالیستی پیشین |
| ماچوپوچار          |                          | ۶٬۹۹۳        | ۲۲٬۹۴۳       |       | ۱۹۵۷ (کوتاه تر از قله واقعی) | در محدوده آناپورا. از پخارا در نپال به شکل ماترهورن دیده می‌شود. تقدیس شده توسط شیوا در تصور عامیانه. هم‌اکنون غیرقابل دسترس                                                        |
| اما دابلام         | "مادر و گردنبندش"        | ۶٬۸۴۸        | ۲۲٬۴۶۷       |       | ۱۹۶۱                         | در ناحیه خامبو، نپال. |
| کایلاش             |                          | ۶٬۶۳۸        | ۲۱٬۷۷۸       |       | فتح نشده                     | قرار گرفته در غرب تبت در نزدیکی سرچشمه رودهای سند، براهماپوترا، کارنالی، و سوتلج. مکانی مقدس در دید باورمندان بن، بوداگرایی، هندوئیسم، و جین. بسیاری از زائران به دور آن می‌گردند. |

## جستار‌های وابسته
- فهرست کوه‌های آسیا
- هیمالیا